# 에드 오닐
에드 오닐(Ed O'Neill, 1946년 6월 12일 ~ )은 미국의 배우이다.

## 출연 작품
- 주먹왕 랄프 2: 인터넷 속으로 - 리트왁 역 (목소리)